# 意宇郡
意宇郡是過去屬於出雲國的郡，位於島根縣北部。已於1896年4月1日合併為八束郡。
廢除前的範圍現在幾乎都已併入松江市，另東出雲町也是過去意宇郡的範圍。

## 歷史
根據733年完成的《出雲國風土記》記載，意宇郡下設：
- 大草鄉
現在的松江市大庭町、佐草町、日吉町地區。
- 山代鄉
現在的松江市南東部地區。
- 拝志鄉
現在的松江市玉湯町林、大谷、宍道町上來待地區。
- 宍道鄉
現在的松江市宍道町地區。
- 餘戶里
現在的東出雲町地區。
- 野城驛
- 黑田驛
- 宍道驛
- 出雲神戶
現在的松江市八雲町地區。
- 忌部神戶
現在的松江市玉湯町地區。

### 年表
- 1889年4月1日：實施町村制，意宇郡下轄：津田村、竹矢村、大庭村、乃木村、忌部村、玉造村、湯町村、宍道村、來待村、波入村、二子村、岩坂村、熊野村、揖屋村、出雲鄉村、意東村。（16村）
- 1893年7月9日：來海村改名為來待村。
- 1896年4月1日：島根郡、意宇郡與秋鹿郡合併為八束郡。